# Abergavenny
Abergavenny (Y Fenni in het Welsh) is een plaats in het Welshe graafschap Monmouthshire. Het stadje ligt 24 km ten westen van Monmouth aan de Britse wegen A40 en A465 op 10 km Van de grens tussen Wales en Engeland. Abergavenny telt 14.055 inwoners.

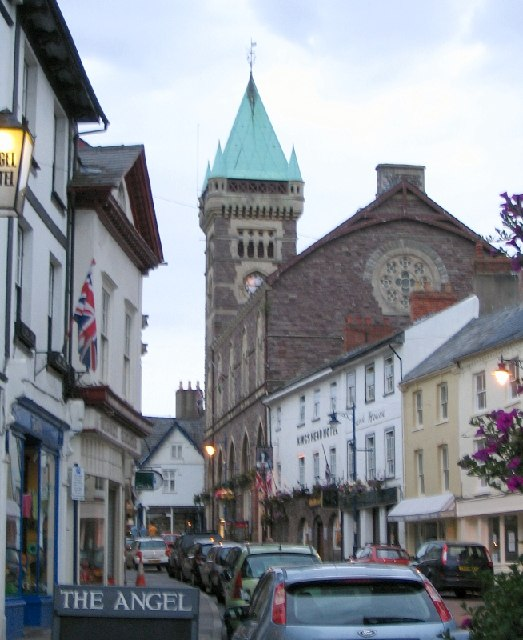
Straatbeeld

In de Romeinse tijd  lag op deze plek het Romeinse legerkamp Gobannium. In de middeleeuwen werd de stad ommuurd. De ruïne van een kasteel herinnert aan de verovering van Wales door de Normandiërs.

## Geschiedenis

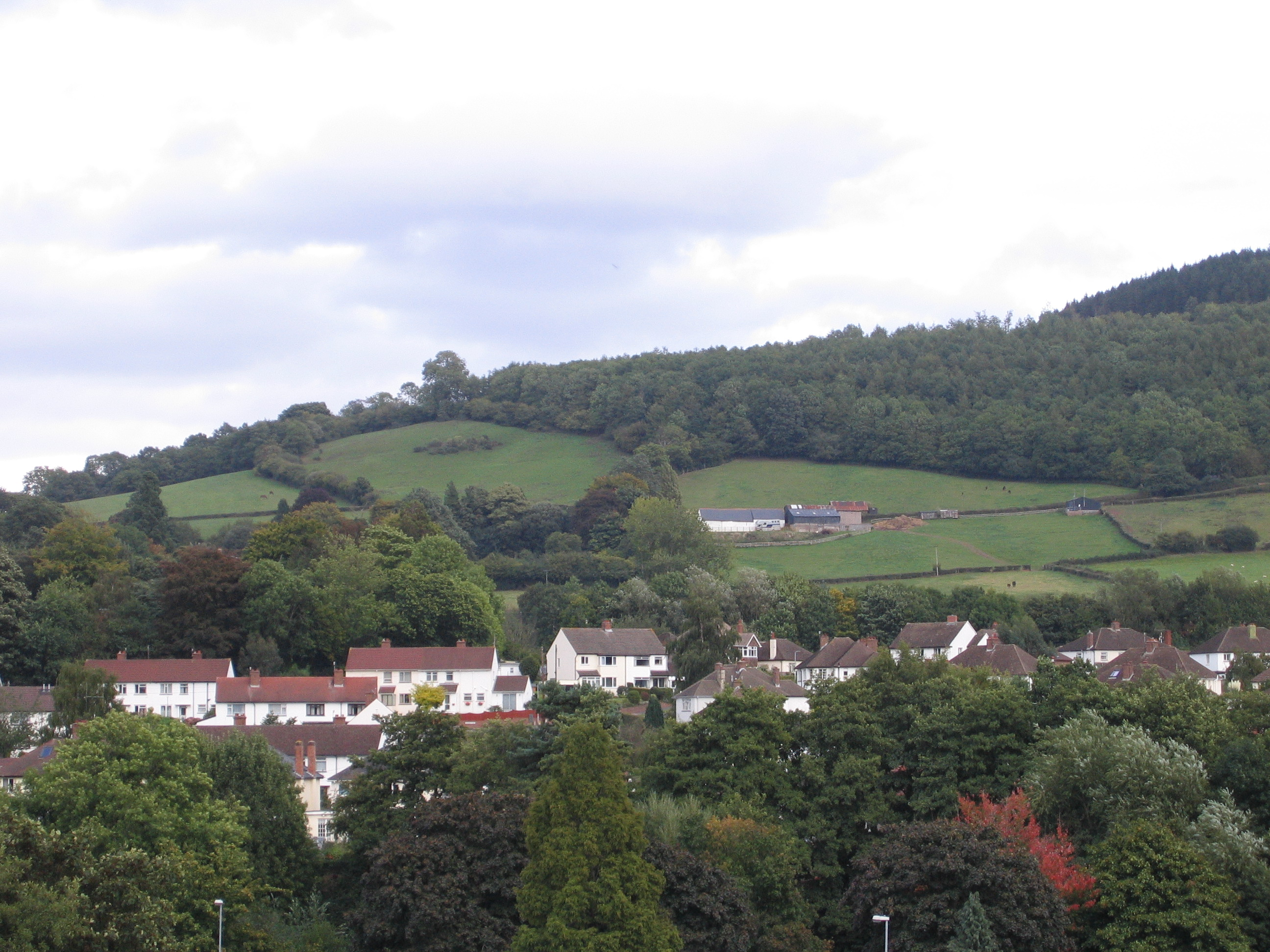
Een deel van Abergavenny en Skirrid Fach gezien van de ruïne van het kasteel.

Het fort Gobannium was een van de forten die gebouwd waren om het Romeinse gezag over het dal van de rivier de Usk te vestigen en bovendien de vrede onder de Siluren, de plaatselijke bewoners te bewaren. De Welshe naam Gobannia betekent "rivier van de smeden", en laat zien dat er al een ijzernijverheid was voor de komst van de Romeinen. De naam van de rivier werd later in het Welsh, Gafenni; Abergavenny betekent "mond van de Gavenny". In het Welsh zegt men in het kort Y Fenni ; de Engelse spelling is Abergavenny. In de elfde eeuw groeide Abergavenny. De eerste Normandische baron (landheer) was Hamelin de Balun, uit Ballon, een stadje ten noorden van Le Mans. Deze stichtte een benedictijnse abdij, die nu de parochiekerk van St. Mary is. De stad was door haar ligging dikwijls betrokken bij de grensoorlogen en de politieke manoeuvres in de Welshe gebieden in de 12e en 13e eeuw. In 1175 werd door William de Braose in het kasteel van Abergavenny een bloedbad aangericht onder de lokale Welshe machtshebbers, die daarvoor op een etentje waren genodigd. 

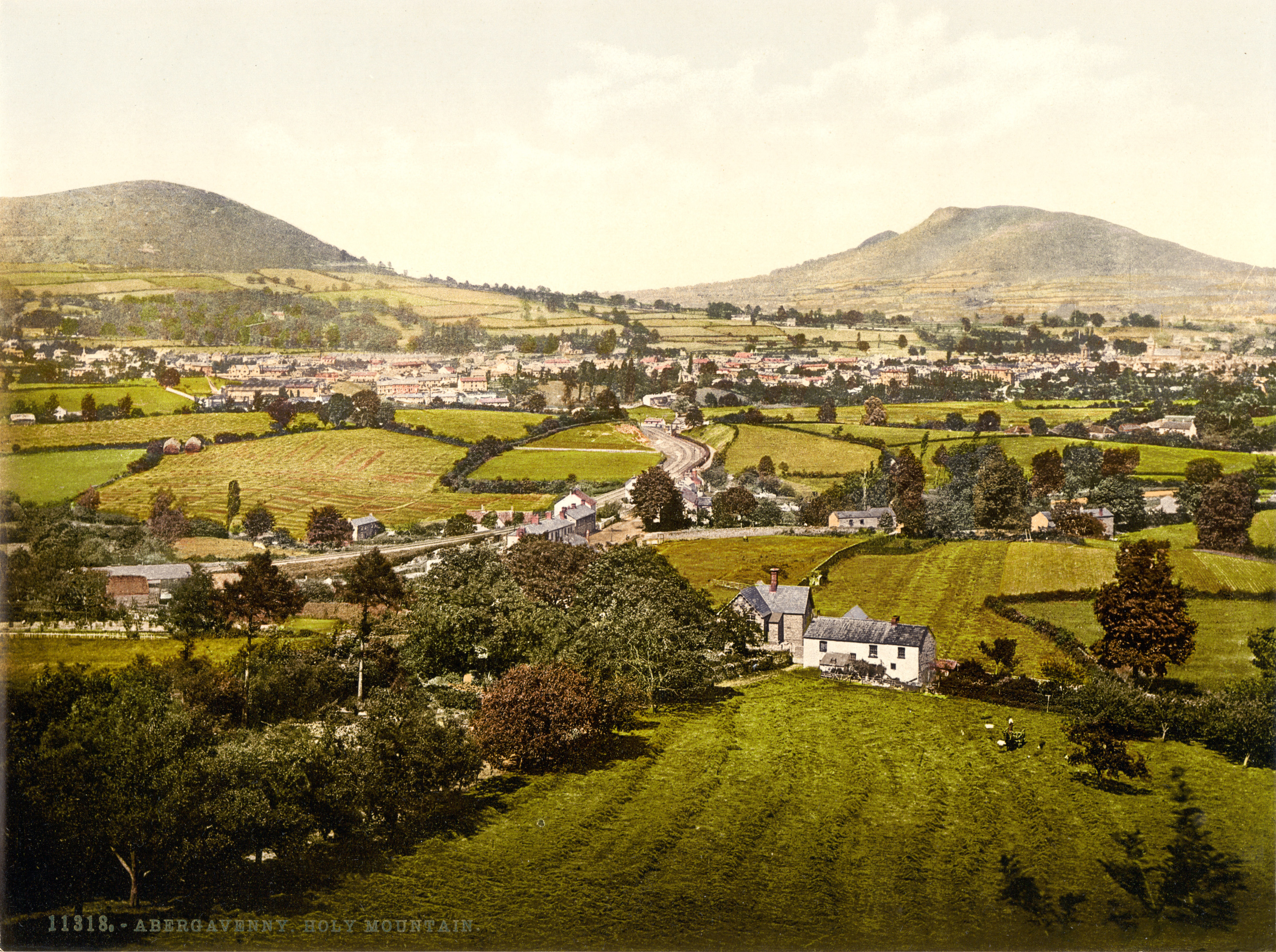
Abergavenny en Ysgyryd Fawr rond 1890

Owain Glyndŵr nam Abergavenny in 1404 in, geholpen door een vrouw die de poort bij Market Street opende. De stad werd geplunderd en in brand gestoken. Sindsdien heet Market Street ook wel Traitor's Lane (Verraderssteeg).Toen in 1541 de kloosters door Hendrik VIII werden onteigend, werd van de bezittingen een school gesticht. In 1854 kreeg Abergavenny een spoorwegstation.

## Veemarkt
Sedert 1863 wordt in Abergavenny op dezelfde plek een veemarkt gehouden. In de Market Hall worden ook andere markten gehouden, zoals de gewone markt, de vlooienmarkt, antiekmarkt, boerenmarkt, en een markt waar zelfgemaakte zaken worden aangeboden. Abergavenny is een tweelingstad van Östringen in Duitsland, Beaupréau in Frankrijk en Sarno in Italië.

## Trivia
- Lord Abergavenny is een rol uit Shakespeares The Life of King Henry VIII.
- In 1968, had Marty Wilde een wereldhit met het nummer (Taking a Trip Up to) Abergavenny
- In het boek Harry Potter en de Gevangene van Azkaban, wordt Abergavenny genoemd door de bestuurder van de bus.

## Geboren in Abergavenny
- Julian Winn (1972), wielrenner
- Marina Diamandis (1985), zangeres en songwriter
- Rebecca James (1991), baanwielrenster